# Serra Gelada
La serra Gelada és una alineació muntanyenca situada a la costa de la comarca valenciana de la Marina Baixa, entre l'Alfàs del Pi i Benidorm. Formada per un impressionant relleu que s'alça abruptament sobre la plana costanera, la serra dona lloc, en el seu front litoral, a penya-segats de més de 300 m coneguts amb el nom de les Penyes de l'Albir, on es troben reductes de vegetació d'un valor excepcional. La punta Bombarda pel nord i la punta de les Caletes marquen els límits de la serra, envoltada pels municipis d'Altea, l'Alfàs del Pi i Benidorm.
La serra, junt als fons marins que l'envolten, han estat protegits sota la figura de Parc Natural i Reserva Marina per la Generalitat Valenciana.

## Orografia
La serra Gelada constitueix una xicoteta alineació muntanyenca d'orientació NE-SO que separa les badies de Benidorm i d'Altea. Es caracteritza pel seu perfil asimètric, que queda patent al llarg dels 6 km de longitud. El seu flanc SE forma una impressionant costa espadada, mentre que el flanc NO mostra una vessant molt més suau, fortament diseccionada per la xarxa de drenatge.
L'origen tant de la serra com dels illots que es localitzen als peus de la serra (la Mitjana i de Benidorm), és tectònic, probablement d'inicis del Pliocè. El penya-segat està format per materials de diferent resistència a l'erosió, com arenoses calcàries amb calcarenites, més resistents, o margues, més erosionables. Això confereix al penya-segat un aspecte característic en què s'alternen morfologies de successió de penya-segats i talussos que el converteixen en un paisatge únic.
D'altra banda, la illeta de l'Olla és d'origen terciari, del paleogen, i constitueix una illa plana formada fonamentalment per una antiga terrassa marina.
Són també d'interès les coves d'origen càrstic que s'obrin al llarg de la serra, entre les quals cal destacar la cova del Far de l'Albir, recentment explorada, i destacable per la presència d'estalactites i estalagmites en el seu interior.
Com a punts d'especial interès geològic i paisatgístic, destaquem:
- A la serra: el penya-segat en si, les fractures al llarg del penya-segat, entre les quals destaquen les falles de la Punta del Cavall amb la torre de les Caletes i de la Punta de l'Albir amb la torre de la Bombarda, la presència d'eolianites i dunes fòssils, les coves, en particular la Boca de la Balena per les seues formacions d'estalactites i estalagmites, i els jaciments paleontològics i traces fòssils distribuïdes en la columna cretàcica de la serra.[4]
- A l'Illa de Benidorm: el mateix illot, perquè el seu perfil i capbussament delaten la seua continuïtat estructural amb serra Gelada, i ajuda a la interpretació del paisatge.